# 惠生工程
惠生工程技術服務有限公司，簡稱惠生工程技術服務，以及惠生工程（英語：Wison Engineering Services Co. Ltd.，港交所：2236），於1997年由華邦嵩（董事會主席）和華邦山創立，名為「上海惠生化工工程有限公司」（惠生工程服務有限公司前身）。
主要業務在國內經營設計、採購及施工管理石油化工範圍。總部位於中國上海浦東張江張衡路1399號。

## 历史
招股價為 2.79元至3.53港元之間，全球發行為6億股，而集資額為已達至21億港元，其中基礎投資者為周大福集團、楊世杭、對衝基金Elements等，而股份則在2012年12月28日於港交所主板上市。
在2013年9月2日，被港交所暫停買賣其後在2014年3月初，本公司大股東華邦嵩被中國公安機關以涉嫌行賄指控逮捕，可能牽涉中石油案有關的。
到了2014年11月10日，中華人民共和國法院指出，大股東華邦嵩並無證據顯示周濱（周永康兒子）有關的，因此在2014年11月13日向港交所申請復牌。
2016年，惠生工程执行中的委内瑞拉PDVSA拉克鲁斯港炼油厂深度转换项目场平项目中，PDVSA与管理公司CONFEED共同授予惠生工程项目部“2015年度优秀质量管理团队奖”。2019年6月3日，惠生工程公布，與福建申遠新材料簽署一項於福建連江建造煤製氫裝置及每年30萬噸合成氨裝置設計及施工等總承包合同，合同金額約14億元人民幣。該集團將負責工程管理、項目基礎設計及施工，而該煤製氫合成氨項目為福建申遠新材料二期年產40萬噸聚醯胺一體化項目的其中一環。該集團指華南地區擁有兩個國家級石化基地，本次簽約是在該地區的突破。。

## 連結
- Wison-Engineering.com （页面存档备份，存于）